# Lars Klingbeil
Lars Klingbeil, né le 23 février 1978 à Soltau, est un homme politique allemand. Il est co-président du Parti social-démocrate d'Allemagne (SPD) depuis décembre 2021 et vice-chancelier et ministre fédéral des Finances depuis le 6 mai 2025.

## Biographie
Lars Klingbeil naît le 23 février 1978 à Soltau, dans une famille militante du SPD. Son père, militaire, était encarté au parti depuis l’âge de 18 ans.
En 1998, il obtient son Abitur. En 1999, il entame des études de science politique, sociologie et histoire à l'université Gottfried-Wilhelm-Leibniz de Hanovre, où il obtient son master en 2004. Durant ses études, il bénéficie d'une bourse de la fondation Friedrich-Ebert.

## Parcours politique
Lars Klingbeil rejoint le SPD en 1996, à l’âge de 18 ans. C'est au début des années 2000 qu'il fait ses premiers pas en politique, en intégrant la permanence parlementaire de Gerhard Schröder. D'abord considéré comme un proche de l'ex-chancelier, leur relation se distend à mesure que Schröder se rapproche de la Russie, notamment pendant la guerre en Ukraine.
De janvier à octobre 2005, il siège pour la première fois au Bundestag, à la suite de la démission du député Jann-Peter Janssen. Il est élu en Basse-Saxe aux élections fédérales de 2009 et systématiquement reconduit depuis,.
En 2017, à 39 ans, il est élu secrétaire général du SPD avec 70,63 % des voix. Il est élu en 2021 co-président du SPD au côté de Saskia Esken avec plus de 86% des voix. Il devient alors l'un des principaux soutiens internes du chancelier Olaf Scholz, fraîchement élu, et l'une des principales figures de l'aile droite du parti.
Le 26 février 2025, il est élu président du groupe SPD au Bundestag, et succède ainsi à Rolf Mützenich.
Le 6 mai 2025, lors de la formation du cabinet de grande coalition du nouveau chancelier chrétien-démocrate Friedrich Merz, Lars Klingbeil devient vice-chancelier et ministre fédéral des Finances. Il est réélu le 27 juin co-président du SPD avec 65 % des voix, soit trente points de moins que la nouvelle co-présidente Bärbel Bas.

## Vie privée
Lars Klingbeil est marié et a un enfant. Il est fan de musique punk, ayant fait partie du groupe Sleeping Silence dans sa jeunesse, et de football, notamment du Bayern de Munich,.
En 2014, il survit à un cancer de la langue.